# 1500 en littérature
| Années de la littérature : 1497 - 1498 - 1499 - 1500 - 1501 - 1502 - 1503    |
| Décennies de la littérature : 1470 - 1480 - 1490 - 1500 - 1510 - 1520 - 1530 |

Cet article présente les faits marquants de l'année 1500 en littérature.

## Parutions
- 15 juin : Érasme (1469-1536, philosophe) publie à Paris chez Philippe de Cruzenach ses Adages, premier recueil de textes antiques commentés sous le titre Adagiorum collectanea[1].
- Avant le 20 décembre : Le Château d’Amours, poème de Pierre Gringore, est imprimé à Paris par Pigouchet et Vostre[2].
- 31 décembre : Figurae bibliae d'Antonius Rampegollis est imprimée à Venise par Georgius Arrivabenus. Il est généralement considéré comme le dernier des incunables[3].

- The Boke of Cokery (en), premier livre de cuisine anglais, imprimé par Richard Pynson[4].
- Liber de arte distillandi de simplicibus, « L'art de distiller les simples », manuel de distillation de Hieronymus Brunschwig[5].

## Naissances
- Vers 1500 : Antonius Arena (ou Antoine Arène), juriste, et poète macaronique provençal († 1544, vers 1508-1563).

## Décès
- 10 août : Serafino de' Cimminelli, dit Serafino Aquilano, poète et compositeur italien (né en 1466).